# 卡什塔諾沃
48°18′8″N 22°27′16″E / 48.30222°N 22.45444°E
卡什塔諾沃（烏克蘭語：Каштаново），是烏克蘭西部的村莊，隸屬外喀爾巴阡州的貝雷霍韋區。該村始建1926年，面積0.24平方公里，海拔高度104米，2001年人口262，人口密度每平方公里1,091.67人。